# الطرق السيارة في الجزائر
تتوفر الجزائر على العديد من طرق سيارة (Autoroute) ويعتبر طريق سيار شرق-غرب بطول 1216 كلم هو الأطول من بين طرق سيار الأخرى وقد وفرت الدولة الجزائرية مبالغ ضخمة لإنجاز هذه الوسيلة من وسائل البنية التحتية إلى جاتب الطرق الوطنية والطرق السريعة الأخرى. حيث تعتبر شبكة الطرق السيارة الجزائرية هي الثانية الأكثر امتدادا على الصعيد الإفريقي بعد جمهورية جنوب أفريقيا وقبل المملكة المغربية.
تمتلك الجزائر شبكة طرقات بطول 128,000 كلم وهي الأكبر إفريقيا بعد جنوب افريقيا منها

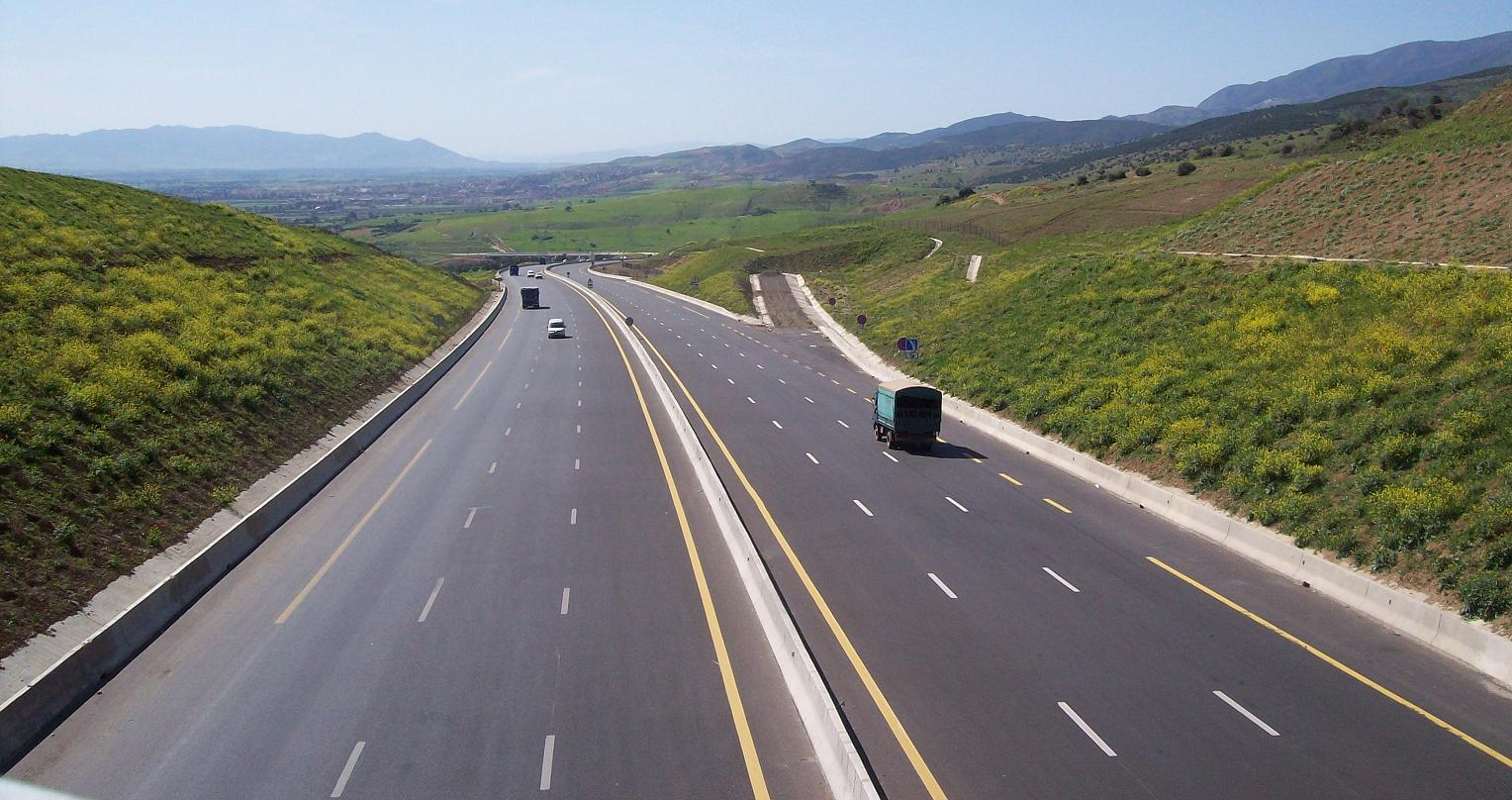
الطريق السيار شرق-غرب

- 7000 كلم [1]طرق مزدوجة ولائية (2x2).
- 2317,5 كلم طرق سريعة (2x3).

## قائمة الطرق السيارة في الجزائر
هذه القائمة تحتوي على طرق تم إنجازها والبعض في طور الإنجاز:

### الطريق السيار شرق-غرب
| نوع الطريق    | من وإلى                        | طول المسافة/ كلم | عدد الممرات في كل اتجاه |  | الحالة | سنة الافتتاح | ملاحظة                                                 |
| ------------- | ------------------------------ | ---------------- | ----------------------- |  | ------ | ------------ | ------------------------------------------------------ |
| الطريق السيار | الحدود التونسية - برج بوعريريج | 390              | 2x3                     |  | مستغل  | 2011         | الشطر الرابط بين الذرعان والحدود التونسية لم يستغل بعد |
| الطريق السيار | برج بوعريريج - شلـف :          | 432              | 2x3                     |  | مستغل  | 2011         |                                                        |
| الطريق السيار | الشلف - الحدود المغربية        | 394              | 2x3                     |  | مستغل  | 2010         |                                                        |

### طرق سيارة أخرى
| نوع الطريق        | من وإلى                                               | طول المسافة/ كلم | عدد الممرات في كل اتجاه | الحالة                    |
| ----------------- | ----------------------------------------------------- | ---------------- | ----------------------- | ------------------------- |
| الطريق السيار     | بجاية - البويرة:                                      | 100              | 2x3                     | مستغل من البويرة إلى اقبو |
| الطريق السيار     | تيزي وزو- البويرة:                                    | 50               | 2x2                     |                           |
| الطريق السيار     | جيجل - العلمة ::                                      | 110              | 2x3                     |                           |
| الطريق السيار     | سطيف - باتنة : ::                                     | 120              | 2x2                     |                           |
| الطريق السيار     | مستغانم- الحمادنة :                                   | 66               | 2x2                     |                           |
| طريق سيار التيطري | خميس مليانة - البرواقية - البويرة - برج بوعريريج :    | 262              | 2x2                     |                           |
| الطريق السيار     | خميس مليانة - تيسمسيلت :                              | 104              | 2x2                     |                           |
| الطريق السيار     | تيسمسيلت - تيارت :                                    | 56               | 2x2                     |                           |
| الطريق السيار     | تيارت - غليزان :                                      | 110              | 2x2                     |                           |
| الطريق السيار     | بوسماعيل – تيبازة - شرشال :                           | 80               | 2x2                     | مستغل                     |
| الطريق السيار     | باتنة - الخروب :                                      | 53               | 2x2                     |                           |
| الطريق السيار     | تنس -الشلف - تيسمسيلت :                               | 220              | 2x2                     |                           |
| الطريق السيار     | معسكر - سعيدة:                                        | 124              | 2x2                     |                           |
| الطريق السيار     | سيدي بلعباس - سعيدة:                                  | 128              | 2x2                     |                           |
| الطريق السيار     | زرالدة - الدار البيضاء - بودواو:                      | 60               | 2x2                     | مستغل                     |
| الطريق السيار     | الغزوات - تلمسان:                                     | 70               | 2x2                     |                           |
| الطريق السيار     | غليزان - تيارت :                                      | 110              | 2x2                     |                           |
| الطريق السيار     | تيبازة - البليدة :                                    | 17               | 2x2                     |                           |
| الطريق السيار     | قالمة -- > طريق سيار شرق-غرب :                        | 120              | 2x3                     |                           |
| الطريق السيار     | بني صاف -- > طريق سيار شرق-غرب :                      | 80               | 2x2                     |                           |
| الطريق السيار     | وهران -- > طريق سيار شرق-غرب :                        | 35               | 2x2                     |                           |
| الطريق السيار     | أرزيو -- > طريق سيار شرق-غرب :                        | 40               | 2x2                     |                           |
| الطريق السيار     | تبسة -- > طريق سيار شرق-غرب :                         | 235              | 2x2                     |                           |
| الطريق السيار     | سكيكدة -- > طريق سيار: شرق-غرب :                      | 40               | 2x2                     |                           |
| الطريق السيار     | الحناية (تلمسان) -- > العريشة (ط. س. الهضاب العليا) : | 96               | 2x2                     |                           |

### الطريق السيار شمال جنوب
الاجزاء هي:
| نوع الطريق    | من وإلى                                             | طول المسافة/ كلم | عدد الممرات في كل اتجاه | الحالة                               | تاريخ الانجاز |
| ------------- | --------------------------------------------------- | ---------------- | ----------------------- | ------------------------------------ | ------------- |
| الطريق السيار | البليدة - المدية - البرواقية - قصر البخاري-بوغزول : | 128              | 2x2                     | انجزت                                | 2018          |
| الطريق السيار | بوغزول- الجلفة :                                    | 180              | 2x3                     | انجزت                                | 2015          |
| الطريق السيار | الجلفة - غرداية :                                   | 526              | 2x2                     | لا يزال شطر بريان غرداية تحت الانجاز | 2019          |
| الطريق السيار | غرداية - المنيعة :                                  | 179              | 2x2                     |                                      | غير معروف     |

### الطريق السيار الهضاب العليا
قُسّم طريق سيار الهضاب العليا إلى ثلاثة مقاطع رئيسة، وهو طريق موازٍ للطريق السيار شرق-غرب إلى الجنوب، وهو لا يزال قيد الدراسة
| نوع الطريق    | من وإلى                                     | طول المسافة/ كلم | عدد الممرات في كل اتجاه | ينتمي إلى طريق سيار |
| ------------- | ------------------------------------------- | ---------------- | ----------------------- | ------------------- |
| الطريق السيار | تبسة - خنشلة - باتنة:                       | 220              | 2x2                     | الهضاب العليا       |
| الطريق السيار | باتنة - المسيلة - بوغزول - الجلفة - تيارت : | 495              | 2x2                     | الهضاب العليا       |
| الطريق السيار | تيارت - سيدي بلعباس - تلمسان:               | 305              | 2x2                     | الهضاب العليا       |

## وصلات خارجية
- Agence nationale des autoroutes, site officiel